# Graziano Ventre
| 18426 Maffei         | 18 dicembre 1993  |
| 37022 Robertovittori | 22 ottobre 2000   |
| 79271 Bellagio       | 28 settembre 1995 |

Graziano Ventre (1954) è un astronomo amatoriale italiano.
È membro del Gruppo Astrofili Brianza che opera presso l'Osservatorio astronomico di Sormano.
Il Minor Planet Center gli accredita la scoperta di quattro asteroidi, effettuate tra il 1993 e il 2000, tutte in collaborazione con altri astronomi:Enrico Colzani, Valter Giuliani, Francesco Manca e Augusto Testa.
Gli è stato dedicato l'asteroide 22500 Grazianoventre.